# Aquarela Brasileira 4
Aquarela Brasileira 4 es el cuarto repertorio del álbum de estudio producido por el músico brasilero Emílio Santiago y editado por la grabadora Som Livre en 1991.

## Canciones

### Lado A
| Pista | Título                                          | Autor                                                                  | Tiempo |
| ----- | ----------------------------------------------- | ---------------------------------------------------------------------- | ------ |
| 1     | Perfume Siamês                                  | Paulo César Feital, Altay Veloso                                       | 4:11   |
| 2     | O bem e o mal/ Vida real (Déjame ir)            | Dudu Falcão, Danilo Caymmi/ Chico Novarro-Mike Ribas-Vrs. Nelson Motta | 4:01   |
| 3     | Mulher/ Saia do caminho                         | Sady Cabral, Custódio Mesquita/ Custódio Mesquita-Evaldo Ruy           | 3:22   |
| 4     | Chove lá fora/ Cansei de ilusões                | Tito Madi                                                              | 3:49   |
| 5     | Pedacinhos (Bye Bye So Long) / Coisas Do Brasil | Guilherme Arantes/ Guilherme Arantes-Nelson Motta                      | 5:30   |

### Lado B
| Pista | Título | Autor                                                                  | Tiempo |
| ----- | --- | ---------------------------------------------------------------------- | ------ |
| 1     | Coisas da paixão | Claudio Cartier, Marco Aurélio                                         | 4:43   |
| 2     | Ponto de interrogação/ Começaria tudo outra vez                                                                                               | Gonzaguinha                                                            | 4:43   |
| 3     | Chão de estrelas/ Carinhoso | Silvio Caldas, Orestes Barbosa/ Pixinguinha-João de Barro              | 2:56   |
| 4     | Canção de amor (Saudade torrente de paixão)/ Molambo                                                                                          | Elano de Paula, Chocolate/ Jayme Florence-Augusto Mesquita             | 3:29   |
| 5     | Chue, chuá... as águas vão rolar (GRES Mocidade Independente de Padre Miguel)/ De bar em bar, Didi um Poeta (GRES União da Ilha do Governador | Toco, Tiãozinho da Mocidade, Jorginho Medeiros/ Didi da Portela-Franco | 5:06   |